# Ричардс-Бей
Ри́чардс-Бей (англ. Richards Bay, африк. Richardsbaai) — город на востоке Южно-Африканской Республики, на территории провинции Квазулу-Натал. Административный центр района Утхунгулу.

## Этимология
Название города связано с именем сэра Фредерика Ричардса, по приказу которого в 1879 году была обустроена временная гавань.

## История
Ричардс-Бэй был основан в 1954 году. Статус города получил в 1969 году. В 1976 году гавань была перестроена в глубоководный порт, сообщающийся с Йоханнесбургом посредством железной дороги, а также нефте- и газопроводов.

## Географическое положение и климат
Город находится в восточной части провинции, на побережье Индийского океана, на расстоянии приблизительно 165 километров к северо-востоку от административного центра провинции Питермарицбурга. Абсолютная высота — 0 метров над уровнем моря.

Климат субтропический, характеризующийся тёплым влажным летом и мягкой безморозной зимой. Среднегодовая температура — 21,5 °C. Среднегодовое количество осадков — 1228 мм.

## Население
По данным официальной переписи 2001 года, население составляло 44 852 человек, из которых мужчины составляли 50,3 %, женщины — соответственно 49,7 %. Белые составляли 41,5 % от населения города; негры — 35,1 %; азиаты — 19,6 %; цветные — 3,8 %. Наиболее распространённые среди горожан языки — английский (39,6 %), зулу (33 %) и африкаанс (25,6 %).
Динамика численности населения города по годам:
| 1985   | 1991   | 1996   | 2013    |
| ------ | ------ | ------ | ------- |
| 16 129 | 23 328 | 72 646 | 383 316 |

## Экономика и транспорт
В городе расположен один из крупнейших в мире угольных терминалов. Также в городе размещены два алюминиевых завода и предприятие по производству удобрений. Продуктами городского экспорта являются: каменный уголь, алюминий, титан, феррохром, целлюлоза и др.

Сообщение Ридардс-Бея с другими городами осуществляется посредством железнодорожного и автомобильного транспорта.
Также в окрестностях города расположен одноимённый аэропорт (ICAO: FARB, IATA: RCB).